# 竹村泰司
竹村 泰司（たけむら やすし、1964年（昭和39年） - ）は、日本の工学者。横浜国立大学理工学部教授。横浜国立大学大学院理工学府長・工学研究院長。磁気工学、集積エレクトロニクスを専門とする。
現在、日本磁気学会、電気学会、応用物理学会、電子情報通信学会、日本ハイパーサーミア学会およびIEEE（アメリカ電気電子学会）所属。

## 経歴
1988年（昭和63年）、東京工業大学工学部電子物理工学科卒。1993年（平成5年）、同大学院理工学研究科電気電子工学専攻・博士課程修了。横浜国立大学電気電子情報工学科助手、講師、助教授を経て、現在同教授。1997年10月から1998年10月まで、ポールドルーデ固体エレクトロニクス研究所の客員研究員を務めた。